# إنزاك (إله)
كان إنزاك إله يعبد من قبل أهل دلمون.  اعتبره السومريون القدماء الإله الرئيسي لآلهة دلمون،  لكن الدلمونيين أنفسهم كانوا يعتبرونه إلهًا لأغارو، وهي أرض تقع في شرق شبه الجزيرة العربية.  كان مركز عبادته الرئيسي في جزيرة فيلكا،  حيث تم تكريس معبد له. خلال الفترة البابلية الجديدة، تم التعرف على إنزاك مع نابو. 
وفقًا لخالد الناشف (1986)، كان إنزاك إله النخيل. كما كان يعبد في شوشان. من الصعب تحديد ما إذا كانت العبادة قد انتشرت من دلمون إلى شوشان أو العكس، ولكن في كلتا الحالتين ربما حدث هذا في عصور ما قبل التاريخ، دون تأثير بلاد ما بين النهرين. كانت زوجة إنزاك الإلهية هي الإلهة مسكيلاك. كانوا يعبدون معًا باعتبارهم آلهة دلمون الرئيسية. كلا الاسمين يفتقران إلى أصول الكلام السومرية المعقولة ومن المحتمل أن تكون أصلية؛ ساوى السومريون الاثنين مع إنكي وننهورساج.

### فهرس
- Black، Jeremy؛ Green، Anthony (1992)، Gods, Demons and Symbols of Ancient Mesopotamia: An Illustrated Dictionary، The British Museum * Press، ISBN:0714117056
- Al-Nashef, Khaled: "The Deities of Dilmun"; Bahrain Through the Ages: The Archaeology, edited by Scheich ʿAbdāllah Bahrain, Haya Ali Khalifa, Shaikha Haya Ali Al Khalifa & Michael Rice. Routledge, 1986. (ردمك 9780710301123).